# Roger Lundgren
Jan Roger Lundgren, född 20 november 1974 i Norsjö församling i Västerbottens län, är en svensk författare och hovexpert. 
Lundgren har hela sitt liv haft ett intresse för kungligheter. Hans debutbok om prinsessan Sibylla kom till bland annat för att hon hertiginna av Västerbotten. Han har även skrivit om drottning Ingrid av Danmark. År 2013 kom hans bok om drottning Silvia.
Lundgren har studerat statsvetenskap med de europeiska monarkierna som särskilt intresseområde. Han har fungerat som hovreporter på TV4 och Aftonbladet och som redaktör för hovtidningen Queen. Lundgren har även varit knuten till Sveriges Television där han varit expertkommentator i samband med de kungliga bröllopen, prinsessan Estelles dop och prinsessan Lilians begravning. Han grundade tidningen Kungliga Magasinet 2012 och där är han idag senior hovreporter.